# (31241) 1998 DK2
1998 دي كي 2 (ويعرف أيضًا باسم (31241) 1998 دي كي 2 وفق تسمية الكوكب الصغير) (بالإنجليزية: 1998 DK2)‏ هو كويكب ضمن حزام الكويكبات؛ وترتيبه 31241 من حيث الاكتشاف.
اكتُشف هذا الجُرم الفلكي بواسطة OCA–DLR Asteroid Survey ‏ في 20 فبراير 1998.

## وصلات خارجية
- (31241) 1998 DK2 في قاعدة بيانات مختبر الدفع النفاث لأجرام النظام الشمسي الصغيرة

- الاكتشاف · مخطط المدار ·  العناصر المدارية · المعلمات المادية

- (31241) 1998 DK2 على موقع ويكي سكاي: DSS2, SDSS, GALEX, IRAS, Hydrogen α, X-Ray, Astrophoto, Sky Map, Articles and images